# Viéville
Viéville ist eine französische Gemeinde mit 336 Einwohnern (Stand: 1. Januar 2022) im Département Haute-Marne in der Region Grand Est. Sie gehört zum Arrondissement Chaumont und zum Kanton Bologne. Die Bewohner werden Viévillois und Viévilloises genannt.

## Lage
Im Westen bildet der Fluss Marne die Gemeindegrenze. Der Ort liegt am parallel zur Marne verlaufenden Schifffahrtskanal Canal entre Champagne et Bourgogne.
Nachbargemeinden von Viéville sind:
| Soncourt-sur-Marne | Vouécourt                                   | Roches-Bettaincourt  |
| Vraincourt         | Kompassrose, die auf Nachbargemeinden zeigt | Andelot-Blancheville |
|                    | Bologne                                     |                      |

## Bevölkerungsentwicklung

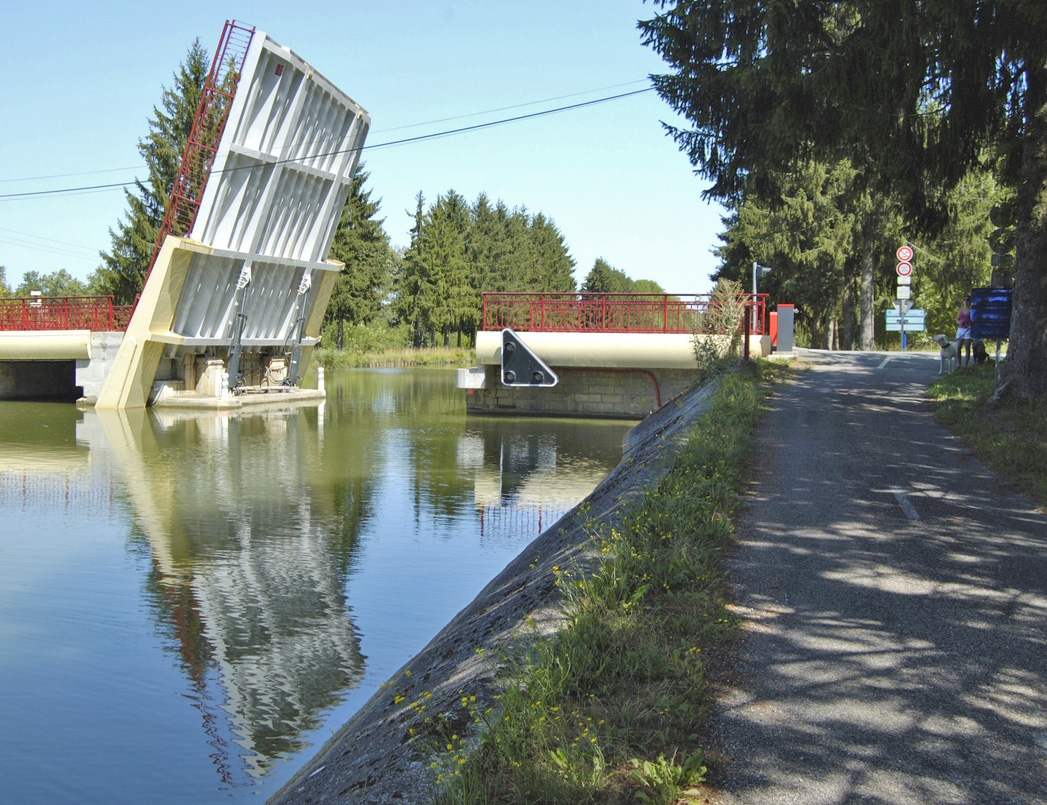
Zugbrücke über dem Canal entre Champagne et Bourgogne in Viéville

| Jahr                       | 1962 | 1968 | 1975 | 1982 | 1990 | 1999 | 2008 | 2019 |
| -------------------------- | ---- | ---- | ---- | ---- | ---- | ---- | ---- | ---- |
| Einwohner                  | 292  | 250  | 209  | 213  | 190  | 257  | 323  | 339  |
| Quellen: Cassini und INSEE |      |      |      |      |      |      |      |      |

## Sehenswürdigkeiten
- Kirche Saint-martin